# Jamshedpur
Jamshedpur (hindi जमशेदपुर, bengali জামশেদপুর, urdu جمشید پور) – aglomeracja miejska w Indiach w stanie Jharkhand na wyżynie Ćhota Nagpur. Około 628 tys. mieszkańców.
Jamshedpur jest stolicą dystryktu East Singhbhum. 
Zlokalizowane są tu zakłady przemysłowe koncernów: Tata Steel, Tata Motors, Tata Power, Lafarge Cement, Telcon, BOC Gases, Praxair, TCE, TCS, Timken India, Tinplate i innych.

## Obiekty kultu

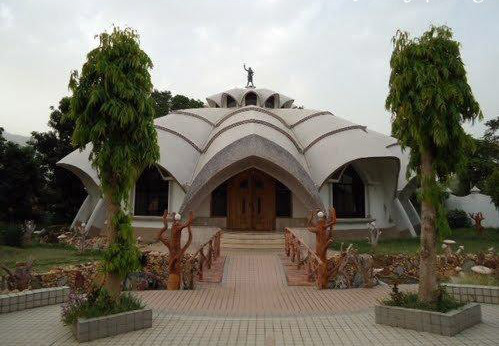
Świątynia Ryszich w aśramie adźapajogi w Jamshedpur, Indie.

- Shri Purnanand Ajapa Yoga Sansthan - aśram adźapajogi położony w małej wiosce o nazwie Dimna będącej obecnie dzielnicą Jamshedpur (22°51′14″N 86°14′36″E/22,853889 86,243333). W aśramie znajduje się miejsce mahasamadhi Guru Janardan Paramahansa, guru linii adźapajogi oraz jedyna na świecie świątynia zwana Ryszi Mandir poświęcona 9 Brahmariszim[1][2].